# Byrapura, Krishnarajpet
Byrapura là một làng thuộc tehsil Krishnarajpet, huyện Mandya, bang Karnataka, Ấn Độ.